# Remete (Zagreb)
Remete se nalaze u sjeveroistočnom dijelu grada Zagreba, na obroncima zagrebačke gore Medvednice, pet kilometara od gradskog središta, u blizini gradskog groblja Mirogoj. 
Dvije autobusne linije ZET-a prolaze kroz Remete, a to su linije 203, 226 s Kaptola te 207 s Kvaternikovog trga.

## Povijest
Remete je bio naziv za zemljište, a kasnije i srednjovjekovno selo, u kojem su zagrebački pavlini u 13. stoljeću podigli samostan i crkvu Majke Božje Remetske, koja je sačuvana do danas.
Nakon dokinuća Pavlinskog reda 1786., barokizirani remetski samostan postao je sjedištem tamošnje župe. Danas je to samostan karmelićana.
U prošlosti su Remete bile poznato hrvatsko proštenište, a i najveće svetište sjeverne Hrvatske, čak veće i značajnije od Marije Bistrice.
Ime potječe od srednjovjekovne latinske riječi eremita (pustinjak), kojom su se nazivali pripadnici pavlini, osnivači samostana.